# Багатоклітинні організми
Багатоклітинні організми — це організми, що складаються з більше ніж одної клітини, пов'язаних між собою в єдине ціле. Не існує чіткої межі між одноклітинними та багатоклітинними організмами. Багато одноклітинні володіють засобами для створення багатоклітинних колоній, в той же час окремі клітини деяких багатоклітинних організмів у змозі самостійно існувати.

## Еволюція
Шістсот мільйонів років тому, в пізньому докембрії (Венді), почався розквіт багатоклітинних організмів. Дивує різноманітність вендської фауни: різні типи і класи тварин з'являються як би раптом, але число родів і видів невелике. У Венді виник біосферний механізм взаємозв'язку одноклітинних і багатоклітинних організмів — перші стали продуктом харчування для других. Рясний в холодних водах планктон, який використовує світлову енергію, став їжею для плаваючих і донних мікроорганізмів, а також для багатоклітинних тварин. Поступове потепління і зростання вмісту кисню призвели до того, що еукаріоти, включаючи багатоклітинних тварин, стали заселяти і карбонатний пояс планети, витісняючи ціанобактерії. Початок палеозойської ери принесло дві загадки: зникнення вендської фауни і «кембрійський вибух» — поява скелетних форм.
Еволюція життя у Фанерозої (останні 545 млн років земної історії) — процес ускладнення організації багатоклітинних форм в рослинному і тваринному світі. Багатоклітинні організми виникли з одноклітинних і в порівнянні з ними є вищим етапом розвитку органічного світу. Найдавніші багатоклітинні організми відомі з протерозою. Сучасні багатоклітинні організми в своєму індивідуальному розвитку проходять одноклітинну стадію (статеві клітини). Предки багатоклітинних організмів являли собою колонії — скупчення одноклітинних організмів, які не відокремилися один від одного. Всі члени такої колонії були спочатку рівнозначними; пізніше між ними відбувся розподіл функцій і виникла взаємна залежність, яка все більше поглиблювалася і кінець кінцем привела до виникнення багатоклітинних організмів.

## Онтогенез
Розвиток багатоклітинних організмів починається з однієї клітини (наприклад, зиготи у тварин або суперечки в разі гаметофітів вищих рослин). У цьому випадку більшість клітин багатоклітинного організму мають однаковий геном. При вегетативному розмноженні, коли організм розвивається з багатоклітинного фрагмента материнського організму, як правило, також відбувається природне клонування. У деяких примітивних багатоклітинних (наприклад, клітинних слизовиків і міксобактерій) виникнення багатоклітинних стадій життєвого циклу відбувається принципово інакше — клітини, які об'єднуються в єдиний організм, часто сильно відрізняються за генотипом.
Всі багатоклітинні організми виникають з однієї клітини і проходять деякі стадії росту. У багатоклітинних організмів протягом усього їхнього формування й росту тривають інтенсивні процеси клітинного поділу, багато з яких супроводжуються диференціюванням. Ріст органів, а отже, і клітинний поділ, який забезпечує цей ріст, повинні йти лише до певної межі. Після цього клітинні ділення повинні або взагалі припинитися, або здійснюватися в міру необхідності. Наприклад, клітини епідермісу (зовнішній шар клітин шкірного покриву) повинні ділитися лише в міру загибелі частини з них в результаті механічних або інших ушкоджень. Нові еритроцити повинні утворюватися шляхом багатостадійної диференціації стовбурових клітин у міру руйнування еритроцитів в ході їх функціонування. Лімфоцити повинні утворюватися в значному числі з відповідних клонів у міру розвитку імунної відповіді.

### Системи органів багатоклітинних тварин
- Опорно-рухова
- Травна
- Кровоносна
- Дихальна
- Нервова
- Видільна
- Статева
- Система залоз внутрішньої секреції.

Всі процеси в організмах багатоклітинних тварин регулюють імунна система та система залоз внутрішньої секреції. Ці системи тісно взаємопов'язані між собою і впливають на діяльність одна одної. Нервова система регулює життєві функції організму за допомогою нервових імпульсів, які мають електричну природу. Нервові імпульси передаються від рецепторів, до певних центрів ЦНС. Там відбувається їх аналіз і синтез. Від цих центрів нервові імпульси надходять до робочих органів. Завдяки нервовій системі тварини здатні сприймати зміни зовнішнього і внутрішнього середовища та швидко на них реагувати (рефлекс). В основі діяльності нервових центрів лежать складні процеси виникнення нервового збудження і гальмування. У деяких тварин і людей регулюються життєві функції системою залоз внутрішньої секреції. Всі залози працюють узгоджено, що регулюється гормонами. Важливе значення в регуляції життєвих функцій належить нейрогормонам — біологічно-активним речовинам. Вони виробляються особливими клітинами нервової тканини. Нейрогормони надходять у кров, міжклітинну та спинномозкову рідину і транспортуються до тих органів, роботу яких регулюють.

## Відмінності від колоніальних організмів
Слід відрізняти багатоклітинність і колоніальність. У колоніальних організмів відсутні справжні диференційовані клітини, а отже, і поділ тіла на тканини. Кордон між багатоклітинними і колоніальними нечіткий. Наприклад, вольвокс часто відносять до колоніальних організмів, хоча в його «колоніях» є чіткий поділ клітин на генеративні і соматичні. Виділення смертної «соми» А. А. Захваткін вважав важливою ознакою багатоклітинності вольвокса. Крім диференціювання клітин, для багатоклітинних характерний і вищий рівень інтеграції, ніж для колоніальних форм. Однак деякі вчені вважають багатоклітинність більш розвиненою формою колоніальності.

## Царство тварини
Твари́ни (лат. Animalia або лат. Metazoa) — царство переважно багатоклітинних еукаріотичних (ядерних) організмів, однією з найголовніших ознак якого є гетеротрофність (тобто, споживання готових органічних речовин) та здатність активно рухатись. Однак тварини не завжди ведуть активний спосіб життя і є гетеротрофами. У клітинах тварин (як і інших еукаріотів) міститься сформоване ядро. До тварин належать ссавці, птахи, риби, комахи, павукоподібні, молюски, морські зірки, черви тощо. До царства тварин не належать рослини та гриби — теж великі (але не єдині) царства еукаріотів.
Тварини належать до еукаріотів (в клітинах є ядра). Класичними ознаками тварин вважаються: гетеротрофність (харчування готовими органічними сполуками) та здатність активно пересуватися. Втім, існує чимало тварин, що ведуть нерухомий спосіб життя, а гетеротрофність властива також грибам і деяким рослинам-паразитам.

## Експеримент з дріжджами
В експериментах по еволюції, проведених у 2012 році під керівництвом Вільяма Реткліфф і Майкла Травісано, об'єктом служили пекарські дріжджі. Ці одноклітинні гриби розмножуються брунькуванням; після досягнення материнської клітиною певних розмірів, від неї відділяється дрібніша дочірня клітина і стає самостійним організмом. Дочірні клітини можуть також злипатися один з одним, утворюючи кластери. Дослідники проводили штучний відбір клітин, що входять в найбільші кластери. Критерієм відбору була швидкість осідання кластерів на дно резервуара. Минулі фільтр відбору кластери знову культивувалися, і серед знову відбиралися найбільші. Згодом дріжджові кластери починали вести себе як єдині організми: після ювенільної стадії, коли відбувався ріст клітин, слідувала стадія розмноження, в процесі якої кластер ділився на велику і малу частини. При цьому клітини, які перебували на кордоні, гинули, дозволяючи розійтися батьківського і дочірнього кластерам.

## Водорості
У 2013 році група дослідників Університету Міннесоти під керівництвом Вільяма Реткліффа, раніше відома еволюційними експериментами з дріжджами, провела аналогічні досліди з одноклітинними водоростями Chlamydomonas reinhardtii. 10 культур цих організмів культивували протягом 50 поколінь і відбираючи найбільші кластери. Через 50 поколінь в одній з культур розвинулися багатоклітинні скупчення з синхронізацією життєвих циклів окремих клітин. Залишаючись разом протягом декількох годин, кластери потім розходилися на окремі клітини, які, залишаючись усередині загальної слизової оболонки, починали ділитися і утворювати нові кластери.
На відміну від дріжджів, хламідомонади ніколи не мали багатоклітинних предків і не могли успадкувати від них механізми багатоклітинності, проте, в результаті штучного відбору протягом декількох десятків поколінь, примітивна багатоклітинність з'являється і у них. Однак, на відміну від дріжджових кластерів, які в процесі брунькування залишалися єдиним організмом, кластери хламідомонад при розмноженні поділяються на окремі клітини. Це свідчить про те, що механізми багатоклітинності могли виникати незалежно в різних групах одноклітинних і варіювати від випадку до випадку.